# Gonzalo Navaza
Gonzalo Ramón Navaza Blanco, nace en Lalín el 28 de febrero de 1957. Es un escritor gallego, traductor, estudioso de la toponimia, actor de teatro y catedrático de literatura en la Universidad de Vigo. Actualmente vive en Peitieiros (Gondomar).

## Trayectoria
Es el menor de once hermanos. En 1983 le tocó hacer el servicio militar, con destinos en Figueras y Berga, en Cataluña.
Como escritor ha cultivado diversos géneros. Dirigió la elaboración de los diccionarios gallegos de Edicións Xerais de Galicia en 1988, creando el best-seller de la historia del gallego, O pequeno Xerais.
Su labor como investigador de la toponimia quedó silenciada con la publicación de Fitotoponymia galega, un voluminoso volumen editado por la Fundación Pedro Barrié de la Maza donde analiza los topónimos del sureste de Galicia derivados de nombres de plantas. En este campo de trabajo, también desarrolla su actividad en la Asociación Onomástica de Galicia (AGOn, donde ya ha colaborado en la organización de dos congresos internacionales) y en la Comisión de Toponimia, encargada oficialmente por la Junta de Galicia de determinar las formas escritas. de topónimos gallegos. Como docente, impartió cursos de gallego para emigrantes en Basilea y de lengua y literatura gallegas en Salvador en la Universidad Federal de Bahía (Brasil), y actualmente es profesor de la Facultad de Filología y Traducción de la Universidad de Vigo.
En 1997 sufrió un grave accidente automovilístico que lo dejó en coma durante un mes y, posteriormente, hospitalizado durante siete meses. Con el trauma del accidente aún fresco en la retina y la mente, Gonzalo Navaza recibió numerosos premios.
En 2012 se incorporó a la Real Academia Gallega como académico correspondiente. En 2021 es elegido académico de número en la RAG, ingresando el 5 de noviembre de 2022 con la lectura del discurso Nombres de persona en la toponimia de Lalín, contestado por Antón Santamarina.
Forma parte del grupo de trabajo que desarrolla el Paradigma de Continuidad del Paleolítico para los orígenes de las lenguas indoeuropeas.

## Obra

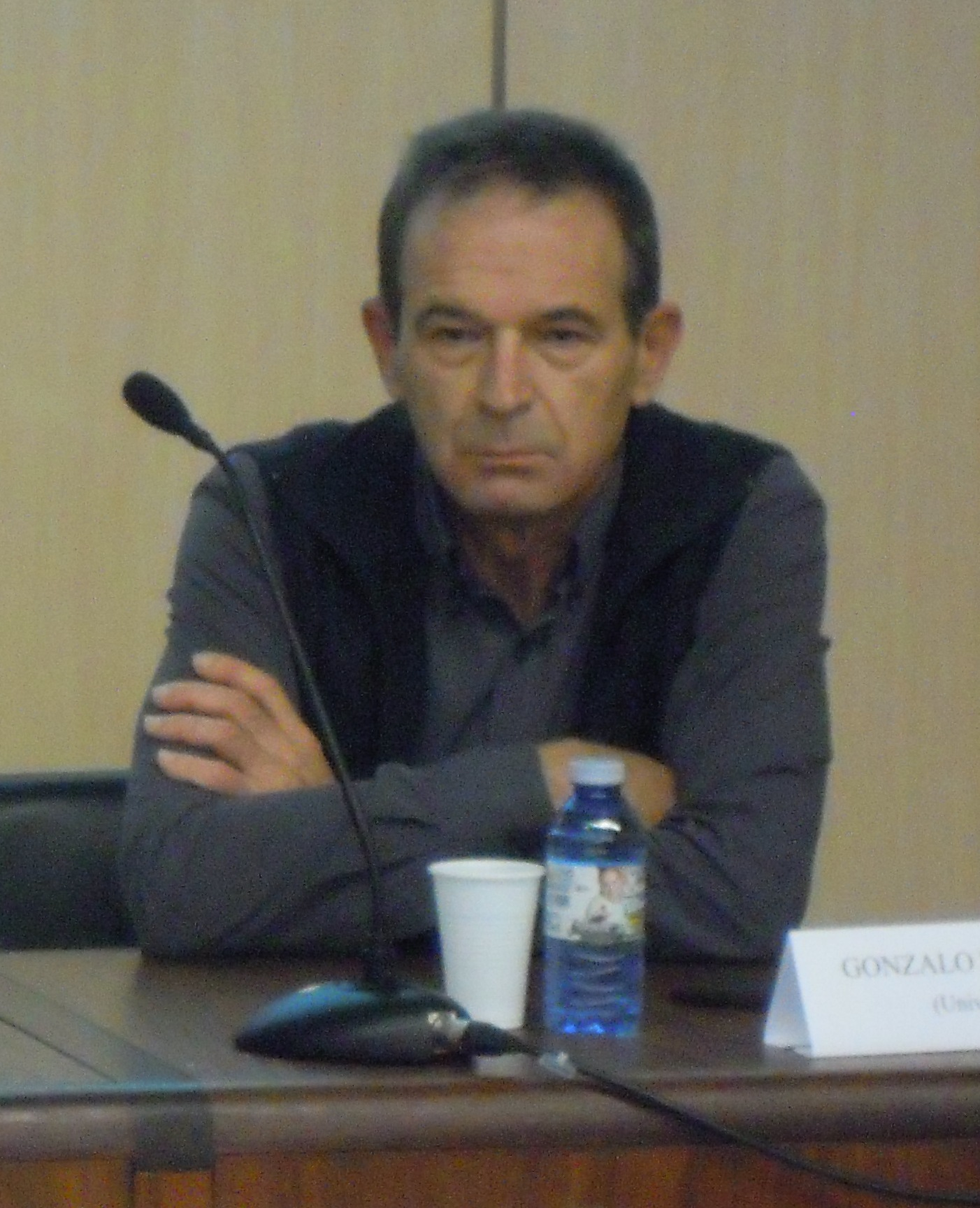

### Poesía
- Fábrica íntima (1991). Galaxia, Dombate. 56 páginas ISBN 978-84-7154-816-0.
- A torre da derrota (1992). Xerais (poema en versos palíndromos). ISBN 978-8475076935.[8]
- Libra (2000). Galaxia, Dombate. 84 páginas ISBN 978-84-8288-393-9.

### Narrativa
- Eros e Tánatos (1996). Xerais. 128 páginas Incluido posteriormente en la Biblioteca Gallega 120
- Elucidario (1999). general ISBN 978-84-9914-328-6.
- Santos e defuntos (2001). Xerais. 56 páginas ISBN 978-8483027226.

### Infantil
- Fábulas contadas (2020). Xerais, Sopa de Libros. 64 páginas ISBN 978-84-9121-685-8. ePub: ISBN 978-84-9121-756-5.

### Ensayo
- Reboreda : os camiños da identidade (2000). Sociedad Cultural de Reboreda.
- Fitotoponimia galega (2006). Fundación Barrie.
- Toponimia de Catoira (2007). Ayuntamiento de Catoira.
- O nome dos lugares. Saiáns (2011). Instituto de Estudios de las Minorías.
- Os nomes dos concellos da provincia da Coruña. Real Academia Galega. 2021. ISBN 978-84-17807-09-2. doi:10.32766/rag.377.

### Traducciones
- A chamada da selva de Jack London, 1982, Xerais.
- Sherlock Holmes, detective, de Arthur Conan Doyle, General, 1985. Traducción y edición con Francisco Bedoya.
- Robinson Crusoe, de Daniel Defoe, 1986, Xerais. Posteriormente incluida en la Biblioteca Gallega de Clásicos Universales.
- O can dos Baskerville, de Arthur Conan Doyle, Xerais, 1987. Traducción con Marisa Méndez Anta.
- Mitos da Antigua Grecia, por Robert Graves, 1989, Xerais.
- As cousas (unha historia dos anos sesenta), de Georges Perec, 1991, Ediciones do Cumio.
- As flores do mal, de Charles Baudelaire, 2008, Galaxia.
- A taxedia do home, de Imre Madách. Madách Könivtár, Budapest, 2002. Traducción con Azstalos Lajos.
- Os ensaios (escolma), de Michel de Montaigne, 2016, Clásicos del Pensamiento Universal, Universidad de Santiago de Compostela.

### Ediciones
- Longa noite de pedra, de Celso Emilio Ferreiro, 1990, General.
- Dun tempo e dunha terra, de Celso Emilio Ferreiro, 2012, Tambre.

### Obras colectivas
- Sherlock Holmes, detective, de Arthur Conan Doyle, 1985, Xerais. Traducción y edición con Francisco Bedoya.
- Diccionario Xerais da lengua, Xerais.
- Pequeno diccionario Xerais da lingua, Xerais.
- O can dos Baskerville, de Arthur Conan Doyle, 1987, Xerais. Traducción con Marisa Méndez Anta.
- Diccionario Xerais castellano-galego de usos, frases e sinónimos, 1990, Xerais.
- Diccionario Xerais de sinónimos, termos afíns e contrarios, 1995, Xerais.
- Unha liña no ceo (58 narradores gallegos 1979-1996), 1996, Xerais.
- Jesús Ferro Couselo : a cultura dos devanceiros, 1996, Xerais. Con Xosé Ramón Peña.
- Intifada Ofrenda dos poetas galegos a Palestina, 2003, Fundación Araguaney.
- Narradio: 56 historias en el aire, 2003, Xerais.
- Negra sombra. Intervención poética contra la marea negra, 2003, Espiral Mayor.
- Poetas e Narradores en sus voces. Volumen 2, 2006, Consejo de Cultura de Galicia.
- Actas del I Congreso Internacional de Onomástica de Galicia "Frei Martín Sarmiento ": Santiago de Compostela, 2, 3 y 4 de septiembre de 2002, 2007, Asociación de Onomástica de Galicia.
- Dix-sept poètes galiciens 1975-2000 = Diecisiete poetas gallegos 1975-2000, 2008, Universidad de La Coruña.
- 150 Cantares para Rosalía de Castro (2015, libro electrónico).

## Premios
- II Premio de Poesía Eusebio Lorenzo Baleirón en 1991, por Fábrica Íntima.
- Premio de la Crítica Española en 1991, por Fábrica Íntima.
- Premio Arzobispo San Clemente en la categoría de novela en lengua gallega en 1998 por su libro Erros e Tánatos.
- Premio Martín Codax en 2000, por Libra.
- Premio de la Crítica Española en 2000, por Libra.
- Premio de Investigación Losada Diéguez, 2007, por Fitotoponimia Gallega.
- Premio Lois Peña Novo 2008, por Toponimia de Catoira.
- Premio a la mejor traducción de la AELG en 2008, por As flores do mal.
- Premio de la Cofradía del Libro en 2012.

### Otros artículos
- Literatura gallega do século XX